# Хронологија историје ЛГБТ+ заједнице
Ово је кратак преглед ЛГБТ+ историје (историје нехетеросексуалних и нецисродних особа).

## Пре нове ере

### 10. миленијум п. н. е. — 3. миленијум п. н. е.
- 9600. п. н. е. — 5000. п. н. е. - Мезолитски пећински цртежи на Сицилији представљају фаличне мушке фигуре у паровима представљене у разним улогама, укључујући ловце, акробате, религиозне фигуре, као и представе хомосексуалних сексуалних односа.[1][2]
- 7000. п. н. е. — око 1700. п. н. е. - Међу неолитским и бронзаним цртежима и фигуринама са Медитерана, како један аутор наводи, пронађене су „фигуре људи трећег пола”, које имају женствене груди и мушке гениталије или без истакнутих полних карктеристика. У неолитској Италији, прикази жена су у контексту домаћинстава, док се прикази са сексуалним карактеристикама појављују у покопима или религијским поставкама. У неолитској Грчкој и Кипру, фигуре су често двополне или без полних карактеристика.[3]
- 2900. п. н. е. — 2500. п. н. е. - Биолошки мушкарац је закопан на предградском гробљу у Прагу, у Чешкој, у одећи која је била предвиђена за жене. Археолози спекулишу да је покојник била трансродна особа или особа трећег пола.[4]
- Око 2400. п. н. е.  - Сматра се да су Кнумхотеп и Нијанкхнум први забележени истополни пар у историји.[2]
- 2284. п. н. е. — 2246. п. н. е. или 2184. п. н. е. - За Пепија II Неферкареа, који је владао Египатским краљевством као апсолутистички монарх под титулом Фараона, се верује да је ноћу посећивао свог генерала Сасенета и био у везу са њим.[5][6][7][8][9]

### 2. миленијум п. н. е. — 1. п. н. е.

#### 20. век п. н. е. — 7. век п. н. е.
- 1775. п. н. е. — 1761. п. н. е. - Током владавине краља Зимри-Лиме Краљевства Мари, записано је да је имао мушке љубавнике.[10]
- 1500. п. н. е. — 1101. п. н. е. - Код Асуре из Старог Асирског царства или Средњег Асирског царства, каже следеће о силовању мушкараца:[11][12][13][14][15][16][17][18]

„Ако мушкарац каже другом мушкарцу приватно или у свађи, „Твоја жена је промискуитетна, тужићу је сам,” али нема ништа чиме би поткрепио тврдњу и нема доказа за тврдњу, биће ишибан, осуђен на месец дана тешког рада за краља, одсечен и платиће један таленат олова.”— Код Асуре, §18
„Ако мушкарац тајно започне гласине о свом комшији тврдећи да „је он дозволио мушкарцима да имају секс са њим” или у свађи у присуству других каже „мушкарци имају секс са тобом” и „тужићу те сам”, али нема ништа чиме би поткрепио тврдњу и нема доказа за тврдњу, биће ишибан, осуђен на месец дана тешког рада за краља, одсечен и платиће један таленат олова.”— Код Асуре, §19
„Ако човек има секс са својим комшијом који је тужен и осуђиван, сматраће се укаљаним и постаће евнух.”— Код Асуре, §20
„Ако човек силује своју мајку, то је капитални злочин. Ако човек силује своју ћерку, то је капитални злочин. Ако човек силује свог сина, то је капитални злочин.”— Код Асуре, §189
- 1000. п. н. е. — 500. п. н. е. - Видевдат потиче из овог времена[19][20] а у њему је наведено следеће:

„Ахура Мазда одговара: „Човек који леже са човеком као са женом, или као жена која леже са човеком, је човек Деве; овај је човек који слави Деву, то је мушки љубавник Деве, женски љубавник Деве, жена Деви; то је човек који је онолико лош колико је Дева лош, који је цео као Дева; то је човек који је Дева пре него што умре и постаје један од невидљивих Дева после смрти: као и он, без обзира да ли је легао са мушкарцем као мушкарац, или као жена.”— Avesta, Vendidad, Fargard 8. Funerals and purification, unlawful sex, Section V (32) Unlawful lusts.
 Онај који је крив може бити убијен од стране било кога, без наредбе Дастура, а извршењем овог погубљења капитални злочин се може опростити.
- Око 700. п. н. е. - Обичај кастрације хомосексуалних (и стрејт) робова и слуга се развија у Аншану, донешен из покорених територија Новог Асирског царства и Медијског Царства.[22]
- 630. п. н. е. - Дорачка аристократија на Криту усваја званичне заједнице између одраслих аристократа и адолесцентних дечака; запис са Крита је најстајији запис друштвене институције педерастије[23] Брак између мушкараца није признат од стране законе, али су мушкарци кроз педерастију улазили у везе за цео живот. Ове везе се нису разликовале од хетеросексуалних бракова, осим тога што је старији мушкарац служио као учитељ или ментор овом другом.[24]
- Негде између 630. п. н. е. и 612. п. н. е. је на острву Лезбос рођена Сапфо, грчка песникиња. Александријци су је сврстали на листу девет лирских песника. Била је позната по својим лезбијским темама, позајмљујући своје име и име своје домовине лезбијанизму и сапфизму. Протерана је 600. п. н. е. из разлога неповезаних за лезбијанизам, а касније јој је допуштено да се врати.

#### 6. век п. н. е. — 4. век п. н. е.
- 540. п. н. е. — 530. п. н. е. - Осликани зидови Етрурске Гробнице бикова (итал. Tomba dei Tori), пронађене 1892. у некрополи Монтероци, у Тарквинији, приказују хомосексуалне сексуалне односе. Гробница је названа по пару бикова који гледају сцене људског секса, један гледа однос мушкарца и жене, док други гледа однос два мушкарца.[25]
- 521. п. н. е. - Ахеменидско царство разапиње Поликрата и сузбија педерастију у Самосу, што наводи Ибикуса и Анакреона, песнике педерастије, да побегну из Самоса.[26][27]
- 538. п. н. е. — 330. п. н. е. - Написана је Књига Левитска и у њој је написано следеће:

„Нећеш лећи са мушкарцем као са женом; то је грозота.”— Тора / Библија, Књига Левитска, 18. поглавље, 22. стихови
„Ако мушкарац легне са мушким као са женом, обојца су починили грозоту; биће убијени; њихова крв је на њима самима.”— Тора / Библија, Књига Левитска, 20. поглавље, 13. стихови
- 486. п. н. е. - Краљ Даријус I усваја Свети кодекс књиге Левитска за персијске Јевреје Ахменидског царства, што постаје први световни закон о смртној казни за истополне мушке односе.[30]
- 440. п. н. е. - Херодот објављује књигу Историја, а у књизи тврди да су Персијанци с добродошлицом прихватали стране обичаје, укључујући прихватање педерастије од Грка.[31]
- 385. п. н. е. - Платон објављује Гозбу у којој Педрус [], Ериксимекас [], Аристофан и други грчки интелектуалци тврде да је љубав између мушкараца највиша форма љубави, а секс са женама пожудан и утилитаристички.[32] Сократ се ипак није слагао[33] и показује јаку самоконтролу кад је прелепи Алкибијан покушао да га заведе.[34]
- 350. п. н. е. - Платон објављује Законе, у којој Атински странац и његови сапутници критикују хомосексуалност и називају је пожудном и погрешном зато што не продужава врсту и води ка неодговорном грађанству.[35]
- 346. п. н. е. - Есхинов говор „Против Тимарха”, који је био на суду за мушку проституцију, открива став Атињана ка хомосексуалности. Есхин је победио, а Тимарх је био обесправљен и бива му забрањено да се обраћа Скупштини.[36]
- 338. п. н. е. - Света тебанска чета, претходно непобеђен елитни батаљон састављен од 150 педерастих парова је уништен од стране војске Филипа II Македонског који жали за њиховим губитком и одаје слави њихову част.[37]
- 330. п. н. е. - Багоас, омиљени катамит [] краља Дарија III, постаје катамит краља Александра Македонског.[22][38]

#### 3. век п. н. е. — 1. п. н. е.
- 227. п. н. е., 226. п. н. е., 216. п. н. е. или 149. п. н. е. - Током Римске републике, Lex Scantinia кажњава оне који почињују сексуалне злочине (називани ступрум) против слободнорођене омладине. Ретко помињан и спровођен, можда се користио и за прогон мушкараца који су били пасивни у хомосексуалним односима [].[39] Није јасно да ли је казна била смрт или новчана. Жеља и улазак у истополне односе су се сматрали природним и друштвено прихватљивим понашањима, све док је њихов партнер био проститутка [], роб или инфамис, обесправљена особа. У периоду Царства, Lex Scantinia-у је оживљео Домицијан као део његових правних и моралних реформи.[40]
- 90-те п. н. е. и 80-те п. н. е. - Квинт Лутације Катул је био део круга песника који су писали кратке, певљиве хеленистичке песме, које су биле у моди у касној Републици. Оба његова дела која су преживела су о мушкарцу као објекту пожуде, што указује на хомоеротску естетику у римској култури.[41]
- 57. п. н. е. — 54. п. н. е. - Катул пише Carmina, који укључује песме Јувентусу, хвалисање сексуалним умећем са младима и јаке критике против пасивних хомосексуалаца.
- 50. п. н. е. - Закон Lex Julia de vi publica бива донешен и дефинише силовање као принудан секс према „дечаку, жени или било коме”, а силоватељ је кажњаван погубљењем. Мушкарци који су били силовани су искључени из губитка легалног или друштвеног статуса који су као казну добијали они који су предавали своја тела да буду коришћена за задовољство других. Мушке проституке и забављачи су били инфамис и искључени из законске заштите које покривају оне који имају добар статус. Према закону, робови нису могли да буду силовани; сматрани су поседништвом, а не људима у очима закона. Ипак, власник роба може да тужи силоватеља за оштећење имовине.[41][42][43][44]
- 46. п. н. е. - Луције Антоније [], брат Марка Антонија, „даје себе Аулу Хирцију у Шпанији за 300.000 сестерција.[45]
- 44. п. н. е. - После атентата на диктатора и конзула Гаја Јулија Цезара, Гај Октавије је у Цезаровом тестаменту именован за његовог сина и наследника. Марко Антоније, је оптужио Октавија да је своје усвајање добио због својих сексуалних услуга Цезару.[45]
- 42. п. н. е. — 39. п. н. е. - Вергилије пише Еклоге, истакнут пример латинске хомоеротичне литературе.
- 27. п. н. е. - Основано је Римско царство под Октавијаном Августом. Први забележен истополни брак у историји се десио током његове владавине, хомосексуална проституција је опорезована, а ако је неко био ухваћен у пасивној улози са другим мушкарцем, могао је да изгуби држављанство Рима.[46]
- 26, 25. и 18. п. н. е. - Тибул пише своје елегије, са референцама на хомосексуалност.

## Нова ера

### 1. миленијум

#### 1. век
- 54 — Нерон је постао цар Рима. Светоније наводи да је Нерон био венчан са двојицом мушкараца, Питагором [] и Спором [], од којих је овај други носио регалију коју носе жене царева.[47]
- 5 — 15 - Направљен је Варенов пехар који представља римски пехар за пијење који је украшен са две рељефне слике мушких хомосексуалних односа.

- 37 — 41 — Под влашћу цара Гаја Јулија Цезара Августа Германика, познатијег под именом Калигула, проституција се опорезује широм Римског царства. Калигула је или избацио из употребе или размишљао да у Риму из употребе избаци спинтрије []. Гај Светоније Транквил пише да су Калигулу морали мукотрпно да обуздавају и да су биле потребне дуге молбе да не нареди бацање свих спинтрија у море.[41][48]
- 79 - Везув еруптира и закопава Помпеј и Херкуланум, чиме су очуване богате колекције римске еротске уметности [], укључујући репрезентације мушких и женских истополних сексуалних радњи.
- 98 - Почиње власт Трајана, једног од омиљених римских царева. Трајан је био познат по својој хомосексуалности и наклоности младићима. Краљ Едесе Абгар VII је то искористио у своју корист кад је због Трајановог беса због неких од његових дела, послао свог згодног младог сина да се извини у његово име, чиме је добио пардон.[49]

Исте године, Публиј Корнелије Тацит је написао књигу Германија. У Германији, Тацит пише да је казна за оне који се упусте у „телесну срамоту” „гушење у блату под гомилом препрека”. Такође је написао да се свештеници под-племена Шваба, Нахарвали, „облаче као жене” да обављају своје свештеничке дужности.

#### 2. век
- 130 - Антиној, љубавник цара Хадријана, је умро удавивши се у Нилу. Хадријан је био сломљен Антинојевом смрћу и одао је врло екстравагантну почаст свом љубавнику. На месту где је Антиној умро, Хадријан је подигао град Антинопољ. Самог Антиноја прогласио је богом. Антиној је уједно био и последњим нови бог антике. Његове статуе постављене су широм Римског царства, такође су подигнути храмови у Битанији, Атини и Мантинеји, као и пророчишта. По дивинацији, Антиној је у Египту поистовећен са Озирисом. С обзиром на велики број статуа, Антиној је један од најбоље сачуваних ликова антике.
- 200 - књига о пиронизму је објављена. У књизи, Секст Емпирик је изјавио да „међу Персијанцима, уобичајено је да се улази у односе са мушкарцима, али међу Римљанима, то је противзаконито". У књизи је такође рекао да „међу нама, содомија је срамотна или илегална, али међу Германима, то није срамота већ ствар обичаја. Људи кажу и да у Теби, пре много времена ова ствар није била срамотна.” Такође указује на „горућу љубав Ахила и Патрокла”.[51][52]
- 193 — 211 - Римски цар Септимије Север наређује да се за хомосексуално силовање извршава смртна казна у Риму.[53]

#### 3. век
- Decarlo, Tess (29. 5. 2018). Trans History. Lulu.com. ISBN 978-1387846351.. Римски цар Елагабал започиње своју владавину. Кроз своју владавину, Елагабал жени 5 жена и једног мушкарца под именом Аурелије Зотик, атлету из Смирне, у богатој јавној церемонији у Риму.[54] Ипак, Елагабалова најстабилнија веза је била са кочијашем Хероклом [], а Касије Дион тврди да Елагабал ужива у титулама Хероклове љубавнице, жене и краљице.[55] Носи шминку и перике, преферира да титулу госпође него господина и нуди позамашне суме новца лекарима који би могли да Елагабалу дају вагину.[55][56] Из овог разлога, неки писци сматрају Елагабала првом забележеном трансродном фигуром која тражи операцију промене пола.[56][55][57][58]
- 222 — 235 - Римски цар Александар Север је депортовао хомосексуалце који су имали јавне животе. Према Кристију, Александар је повећавао казне за хомосексуалност у Римском царству. Према Царским повестима, наредио је да порези од проституције не треба да иду у државни буџет, већ да се користе за обнављање Марчеловог позоришта [], Циркуса Максимуса, амфитеатра и стадиона који је изградио Домицијан на Марсовом пољу []. Према Елију Лампридију, Александар је разматрао потпуну делегализацију мушке проституције.[41][59][60][самоиздавачки извор]
- 244 — 249 - Римски цар Марко Јулује Филип (Филип Арабљанин) покушава, или успева у својој намери да делегализује мушку проституцију у Римском царству.[35]

#### 4. век
- 305 — 306 - Одржан је Елвирски сабор, основа западне цркве који, међу другим стварима, забрањује педерастима да се причешћују.
- 314 - Одржан је Анкирски сабор, основа источне цркве који, међу другим стварима, искључује неожењене мушкарце испод 20 година који су ухваћени у хомосексуалним радњама из светих тајни, а оне који су ожењени и старији од 50 година доживотно.[61]
- 306 — 337 - Живот Константина Великог [] помиње храм у Афки [] у Феникији на пустом врху планине Либан који користе женствени хомосексуални пагански свештеници и тврди да га је уништио римски цар Константин Велики. Такође каже да је Константин донео закон који наређује истребљење женствених хомосексуалних паганских свештеника у Египту.[41][62]
- 337 - Констанције II и Констанс I постају 62. цар  Рима. Током њихове владавине, обојца улазе у истополне везе.[63][64][65]
- 342 - Римски цар Констанције II и римски цар Констанс I издају царски декрет за Римско царство:[66][67]

„Када се мушкарац ожени као жена, жена која се спрема да се одрекне мушкараца, шта ће он, када је секс изгубио сав свој значај; када је злочин онај за који није исплативо знати; када се Венера промени у други облик; када се љубав тражи а не налази? Наређујемо да се поставе статути, да се закони наоружају мачем освете, да оне злогласне особе које су сада, или које могу бити у будућности, криве могу бити подвргнуте изузетној казни.”— Теодосијев законик 9.7.3
- 350 - Констанс I је убијен.
- 361 - Константин II умире.
- 380 - Амијан Маркелин објављује Res Gestae. У њему, Маркелин пише да Персијанци „су екстравагантно одани частољубљу и једва се задовољавају мноштвом конкубина; далеко су од неморалних односа са дечацима." Такође пише: „Сазнали смо да су ови Тајфали били срамни народ, који је толико потонуо у живот срамоте и безобразлука, да су у њиховој земљи дечаци спојени са мушкарцима у заједници непоминљиве пожуде, да би прогутали цвет своје младости у загађеном сношају са својим љубавницима.”[68][69]
- 390 - Римски цар Валентијан II, римски цар Теодосије I и римски цар Аркадије издају царски декрет за Римско царство:[70]

„Не можемо толерисати да град Рим, мајка свих врлина, буде више укаљан контаминацијом мушке женствености, нити можемо дозволити да ту аграрну снагу, која силази од оснивача, народ тихо сломи, гомилајући тако срамоту на векове наших оснивача и кнезова, Оријентија, драгих и вољених и наклоњених. Ваше хвале вредно искуство казниће, дакле, међу осветничким пламеном, у присуству народа, како то захтева грубост злочина, све оне који су се предали срамоти да своје мушко тело, претворено у женско, осуде на ношење. обичаји резервисани за други пол, који се ништа не разликују од жена, преносе се – стидимо се да кажемо – из мушких јавних кућа, како би сви знали да кућа мушке душе мора бити света за све, и да онај ко напусти свој пол не може тежити полу другог а да не буде подвргнут највишој казни.”— Collatio Mosaic and Roman Laws
"Сва лица која имају срамни обичај да осуде мушко тело, делујући као жена на патњу страног пола (јер изгледа да се не разликују од жена), искупиће се за злочин ове врсте осветом пламена пред очима народа.”— Теодосијев законик 9.7.6
- 390 — 405 - Нонова Dionysiaca је задњи знани комад западне литературе у следећих 1000 година да слави хомосексуалну страст.[35]

#### 6. век
- 506 - Готски законик одређује спаљивање на ломачи за истополне парове у Визиготском краљевству. Друге казне су биле остракизам, бријање главе, бичевање и кастрација.[59][71]
- 533 - Зборник грађанског права ступа на снагу у Византији, и каже следеће:[72]

„У кривичним случајевима, јавно гоњење се одвија према различитим законима, укључујући Lex Julia de adulteris, „...који кажњава смрћу не само оне који крше бракове других, већ и оне који се усуде да чинити дела подле пожуде са мушкарцима”— Institutes IV. xviii .4, Јустинијанов зборник
- 576 - Смрт Анастасије Патриције која је напустила свој живот као дворска дама на суду Јустинијана I у Константинопољу да би провела 28 година (до своје смрти) облачећи се као мушки монарх у изолацији у Египту,[73] а данас ју је ЛГБТ+ заједница усвојила као пример „трансродног свеца”.[74][75]
- 589 - Визиготско краљество прелази са Аријанства на Католицизам. Ова конверзија доводи до ревизије закона како би се уклопили са онима у католичким државама. Ове ревизије укључују ставке о прогону гејева и јевреја.[76]

#### 7. век
- 654 - Визиготско краљевство криминализује содомију и кажњава је кастрацијом. Ово је био први европски секуларни закон да криминализује содомију.[77][78]
- 693 - У Иберији, визиготски владар Егика захтева да се црквени сабор супротстави хомосексуалности у краљевству. Сикстински сабор у Толеду даје исказ који Егика усваја који каже да хомосексуалне чинове треба казнити кастрацијом, искључењем из светих тајни, бријањем главе, 100 бичевања и изгнанством.[79]

#### 8. век
- 750 - Стварањем Абасидског калифата, почињу да се појављују муслимански песници и пишу хомоеротске песме о младићима, као што је шерсијско-арапског песника Аву Нуваса.[10]

#### 9. век
- 800 — 900 - Током Каролишке ренесансе, Алкуин из Јорка, ава, пише љубавне песме о других монасима ипркос црквеним законима који осуђују хомосексуалност.[80]

### 2. миленијум

#### 11. век
- 1007 - Декрет Бурчарда из Вормса изједначава хомосексуалност са актима као што је прељуба и тврди да треба да буде кажњен истом епитимијом (углавном постом).[35]
- 1051 - Петер Дамјан пише Књигу Гоморе у ком сматра да клерици који не успеју у својој обавези да се боре против „порока против природе” треба да имају строжије казне.[81]
- 1061 - Педро Дијаз и Муњо Вандилас ступају у брак у капели у Краљевини Леон.[82]
- 1100 - Иво из Шартра покушава да убеди Папу Урбана II о ризицима хомосексуалности. Иво оптужује Родолфа, архибискупа Тура, да је наговорио краља Француске да Ђиованија постави на место бискупа Орлеана. Било је познато да је Ђовани био Родолфов љубавник, као и да је имао односе са краљем, о чему се краљ отворено хвалио. Папа Урбан је ипак ово одбацио и тврдио да тврдња није конклузивна. Ђовани је владао као бискуп скоро 40 година, а Родолфо наставља да буде познат и поштован.[83]

#### 12. век
- 1102 - Лондонски сабор [] се стара да енглеска јавност зна да је хомосексуалност грешна.
- 1120 - Балдуин II Јерусалимски сазива Наблушки савет [] како би адресирали пороке у Јерусалимској краљевини. Савет позива на спаљивање оних који стално чине содомију.[35]
- 1140 - Италијански монах Грацијан саставља своје дело Грацијанов декрет у коме тврди да је содомија најгори од свих сексуалних грехова јер укључује употребу свога на неприродан начин.[35]
- 1164 - Енглески монарх Аелред из Ривакса пише De spiritali amicitia, дајући дубок израз љубави између особа истог пола.
- 1179 - Трећи латерански сабор у Риму издаје декрет за изопштење содомита.

#### 13. век
- 1232 - Папа Гргур IX започиње инквизицију у италијанским градовима-државама. Неки гладови су позивали на протеривање и/или ампутацију за прве и друге прекршаје, а спаљивање за треће или учестале прекршаје.
- 1260 - У Француској краљевини, они који би први пут прекршили закон о содомији би изгубили своје тестисе, други свога, а трећи су били спаљивани. Жене ухваћене у истополним сексуалним радњама би такође могле бити унакажене или погубљене.[35]
- 1265 - Тома Аквински тврди да је содомија друга у листи грехова пожуде, само после зверства.
- 1283 - Обичаји Бовеза каже да осуђени содомити не треба да буду само спаљени, већ и њихова имовина одузета.

#### 14. век
- 1308 — 1314 - Филип IV од Француске наређује хапшење свих Темплара под оптужбом за јерес, идолопоклонство и содомију, али ове оптужбе су само изговор да одузме богатство реда. Вође реда су осуђене на смрт и спаљене на ломачи 18. марта 1314. од стране Нотр Дама.
- 1321 - Данте у Паклу [] ставља содомите у седми круг Пакла.
- 1327 - Свргнути краљ Енглеске Едвард II је убијен, наводно ужареним колцем кроз ректум. Едвард II је имао историју конфликата са племством, које је више пута прогнало његовог љубавника Пирса Гавстона [], Грофа Корнвола.
- 1347 - Роландињу Ронкаљи суди се за содомију, догађај који је изазвао сензацију у Италији. Признао је да „никада није имао сексуални однос, ни са својом женом ни са било којом другом женом, јер никада није осетио телесни апетит, нити је икада могао да има ерекцију свог мужевног члана“. Након што му је жена умрла од куге, Роландино је почео да се проституише носећи женске хаљине јер „пошто има женски изглед, глас и покрете – иако нема женски отвор, али има мушки члан и тестисе – многи су сматрали да је жена због његовог изгледа“.[84]
- 1370-те - Јан ван Аерсдон и Вилем Кас су погубљени у Антверпу у 1370-тима. Били су оптужени за истополни секс који је био илегалан и жестоко оцрњаван у средњовековној Европи. Они се истичу јер су записи њихових имена преживели. Имена још једног пара из 14. века су преживела и то су били Ђовани Браганза и Николето Мармагна из Венеције.[85]
- 1394 - Еленор Рикенер, још звана Џон и Џонас Ричер, је била проститука из Лондона која ради и у Оксфорду. У 1395. године је ухапшена за кросдресинг и испитана, пошто је била биолошки мушкарац.